# 二吉駅
二吉駅（イギルえき、이길역）は、現在の大韓民国江原特別自治道鉄原郡に存在した金剛山電気鉄道の駅（廃駅）である。

## 歴史
- 1924年11月1日：二吉里駅として開業[1]。
- 日時不明：二吉駅に改称。
- 1950年：朝鮮戦争により廃止。